# فرد تايلور
فرد تايلور (بالإنجليزية: Fred M. Taylor)‏ (و. 1855 – 1932 م) هو عالم اقتصاد، من الولايات المتحدة الأمريكية، توفي في باسادينا، كاليفورنيا، عن عمر يناهز 77 عاماً.

## التعليم
تعلم في جامعة ميشيغان.

## مناصب وهيئات
أدار جامعة ميشيغان.